# Rufus Festus
Rufus Festus († 380) war ein spätantiker Beamter und Geschichtsschreiber.

Festus bekleidete unter Kaiser Valens (364–378) das Amt des magister memoriae und erlangte wohl den Rang eines vir clarissimus und wurde mithin Senator. Er verfasste eine Kurzdarstellung der römischen Geschichte (Breviarium rerum gestarum populi Romani) von den sagenhaften Anfängen der Stadt bis in die 360er Jahre. Festus, der kein Christ war, scheint (wie zuvor Eutropius) von Kaiser Valens mit der Abfassung des nur dreißig Kapitel zählenden Werkes beauftragt worden zu sein. Er schrieb ein sehr einfaches, aber recht gutes Latein. Es wird angenommen, dass ihm unter anderem die Enmannsche Kaisergeschichte als Quelle gedient hat.
Obwohl das kurze Werk einige wichtige Informationen enthält und insgesamt als etwas zuverlässiger gilt als das wenig früher entstandene ähnliche, aber sprachlich weitaus anspruchsvollere Werk des Aurelius Victor, und obwohl es insbesondere der populären, von einem anonymen Autor stammenden Epitome de Caesaribus vorzuziehen ist, wird es von der althistorischen Forschung bislang eher stiefmütterlich behandelt.

## Ausgaben und Übersetzungen
- Wendelin Foerster (Hrsg.): Rufi Festi breviarium rerum gestarum populi Romani. Hoelder, Vindobonae (Wien) 1874.
- Carl Wagener (Hrsg.): Festi breviarium rerum gestarum populi Romani. Lipsiae (Leipzig) und Pragae (Prag) 1886.
- John William Eadie (Hrsg.): The Breviarium of Festus. A critical edition with historical commentary. Athlone Press, London 1967.
- Marie-Pierre Arnaud-Lindet: Abrégé des hauts faits du peuple Romain. Les Belles Lettres, Paris 1994, ISBN 2-251-01380-6
- Anja Bettenworth, Peter Schenk (Hrsg. und Übersetzer): Rufius Festus. Kleine Geschichte des römischen Volkes. Sammlung Tusculum. De Gruyter, Berlin/Boston 2020.
- Mehran A. Nickbakht, Carlo Scardino: Rufius Festus. Breviarium. In: Bruno Bleckmann, Mehran A. Nickbakht, Carlo Scardino (Hrsg.): Enmannsche Kaisergeschichte. Rufius Festus. Brill/Schöningh, Paderborn 2022, ISBN 978-3-506-70832-8, S. 219–386.